# Acastus
În mitologia greacă, Acastus sau Acast (în greacă: Ἄκαστος, Akastos) a fost unul dintre argonauți.
După ce s-a întors din expediția în căutarea Lânii de Aur, tatăl său, Pelias (regele din Iolcos), este ucis de propriile fiice la îndemnul Medeei.
Acastus ia locul tatălui său la tron, nu înainte de a-i organiza funeraliile și de a alunga pe Medeea și Iason din Iolcos.
În timpul unor astfel de comemorări funerare, soția sa Astydamia (după alte surse, se numea Hippolyta), se îndrăgostește de Peleus și încearcă să îl seducă.
Respinsă, ea se răzbună acuzându-l în fața soțului ei, că de fapt el ar fi vrut să o necinstească.
Sub pretextul unei vânători, Acastus merge cu Peleus pe muntele Pelion și îl părăsește, în timp ce dormea, lăsându-l pradă fiarelor sălbatice.
Drept răzbunare, Peleus îi ucide pe amândoi, și pe Acastus și pe soția acestuia.